# Bobby V
Robert Wilson, conocido artísticamente como Bobby V, es un cantante de R&B nacido en Jackson, Misisipi, el 27 de febrero de 1980. Creció en Atlanta, Georgia, y actualmente reside en Los Ángeles, California. Bobby entró en la escena musical en 1996 con el ya disuelto grupo musical Mista.
Tenía contrato con Def Soul y era miembro del grupo de Ludacris, Disturbing Tha Peace. En 2005 tuvo éxito con el sencillo Slow Down de su álbum Bobby Valentino, logrando entrar en el top 10 del U.S. Billboard Hot 100. Bobby V. también grabó su segundo sencillo Tell Me de su disco debut.

## Biografía
V comenzó su carrera en el cuarteto Mista en 1996, lanzaron un álbum autotítulado ese mismo año, pero no tuvo éxito y se disolvieron en 1998. Más tarde, en 2002 hizo una audición para el programa American Idol, pero no fue aceptado.
Ya en 2004 fue fichado por Disturbing Tha Peace Records y colaboró en la canción de Ludacris, "Pimpin' All Over the World", del álbum The Red Light District.El éxito de la canción hizo que Valentino tuviera la oportunidad de sacar un álbum en solitario el año siguiente.
Su primer álbum salió a la venta en la primavera de 2005, vendió unas 708.000 copias y fue calificado oro. De ese álbum salieron dos singles "Slow Down" y "Tell Me" con Lil' Wayne, ambos fueron grandes éxitos.
Su segundo álbum salió a la luz en 2007 y llevó por título Special Occasion y vendió unas 270.000 copias. Para esteálbum también se lanzaron dos singles "Turn the Page" y "Anonymous" con Timbaland. Recibiendo críticas positivas.
En 2008 V dejó DTP para irse a otra productora aunque aún no tenía contrato verbal ni escrito con ninguna. Más tarde sería fichado para EMI Records y se eso sacaría su tercer álbum.
Su tercer álbum (el primero con EMI) fue lanzado el 10 de febrero de 2009. En esta ocasión fue lanzado un sencillo via iTunes, el cual se llamó "Beep" con Yung Joc, el otro sencillo fue "Hands on Me". El álbum tuvo unas ventas pobres.
Tiene previsto sacar su cuarto álbum el 2011 que llevara por título Fly on the Wall. Para el cual se sacó un sencillo llamado "Phone #" con Plies y producido por Jazze Pha.
Su quinto álbum salió a la luz el 16 de octubre del 2012. Elálbum no cumplió las expectativas del artista. En el álbum colaboran gente como Lil' Wayne, Chamillionaire o Small World. Vendió 50 mil copias en su primera semana.

## Discografía

### Álbumes
| Año  | Título                                                                                    | Posición | Posición | Posición | Posición | Ventas y calificaciones                   |
| Año  | Título                                                                                    | U.S.     | U.S. R&B | FRA      | UK       | Ventas y calificaciones                   |
| ---- | ----------------------------------------------------------------------------------------- | -------- | -------- | -------- | -------- | ----------------------------------------- |
| 2005 | Bobby Valentino - Lanzado: 26 de abril de 2005 - Productora: Disturbing tha Peace/Def Jam | 3        | 1        | 74       | 34       | - US: Oro - UK: Oro - US ventas: 708.000+ |
| 2007 | Special Occasion - Lanzado: 8 de mayo de 2007 - Productora: Disturbing tha Peace/Def Jam  | 3        | 1        | —        | —        | - US ventas: 270.000+                     |
| 2009 | The Rebirth - Lanzado: 10 de febrero de 2009 - Productora: EMI/Blu Kolla Dreams           | 7        | 1        | —        | —        | - US ventas: 137.000+                     |
| 2011 | Fly on the Wall - Lanzado: 22 de marzo de 2011 - Productora: EMI/Blu Kolla Dreams         | 9        | 4        | —        | —        |                                           |
| 2012 | Dusk Till Dawn - Lanzado: 16 de octubre de 2012 - Productora: Blu Kolla Dreams/E1 Music   | 91       | 12       | —        | —        |                                           |

### EP
| Título       | Detalles del álbum                                                                                           | Posición | Posición |
| Título       | Detalles del álbum                                                                                           | US       | US R&B   |
| ------------ | --- | -------- | -------- |
| Come with Me | - Lanzado: 2 de marzo del 2008 - Productora: Veltre Records, Easy Love Ent. - Formatos: CD, descarga digital | —        | —        |
| Peach Moon   | - Lanzado: 10 de diciembre del 2013 - Productora: Blu Kolla Dreams - Formatos: CD, descarga digital          | —        | —        |

### Álbumes en colaboración
| Título                             | Detalles del álbum                                                                          | Posición | Posición |
| Título                             | Detalles del álbum                                                                          | US       | US R&B   |
| ---------------------------------- | ------------------------------------------------------------------------------------------- | -------- | -------- |
| The Next of Both Worlds (con Stix) | - Lanzado: 7 de octubre del 2005 - Productora: Brand7music - Formatos: CD, descarga digital | —        | —        |

### Mixtapes
| Título              | Detalles del álbum                                                                           |
| ------------------- | -------------------------------------------------------------------------------------------- |
| The Rebirth Mixtape | - Lanzado: 10 de febrero del 2009 - Productora: Blu Kolla - Formatos: CD, descarga digital   |
| 60 Minutes Mixtape  | - Lanzado: 6 de abril del 2010 - Productora: Blu Kolla - Formatos: CD, descarga digital      |
| Vitamin V           | - Lanzado: 20 de diciembre del 2011 - Productora: Blu Kolla - Formatos: CD, descarga digital |
| V Day               | - Lanzado: 14 de febrero del 2012 - Productora: Blu Kolla - Formatos: CD, descarga digital   |

## Sencillos

### Propios

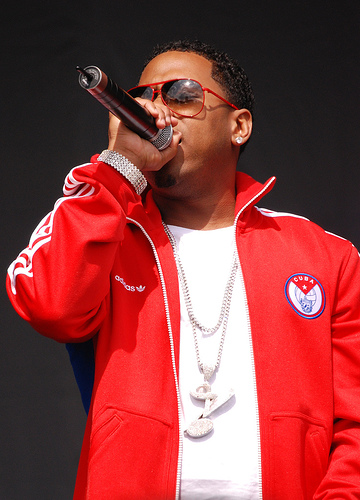
Valentino en 2007.

| Año  | Canción                             | U.S. Hot 100 | U.S. R&B | UK Singles | Álbum            |
| ---- | ----------------------------------- | ------------ | -------- | ---------- | ---------------- |
| 2005 | "Slow Down"                         | 8            | 1        | 4          | Bobby Valentino  |
| 2005 | "Tell Me" (featuring Lil' Wayne)    | 51           | 13       | 38         | Bobby Valentino  |
| 2006 | "Turn the Page"                     | —            | 63       | —          | Special Occasion |
| 2007 | "Anonymous" (featuring Timbaland)   | 49           | 17       | 25         | Special Occasion |
| 2008 | "Beep" (featuring Yung Joc)         | 51           | 6        | —          | The Rebirth      |
| 2009 | "Hands on Me"                       | —            | 56       | —          | The Rebirth      |
| 2010 | "Phone #" (featuring Plies)         | —            | 51       | —          | Fly on the Wall  |
| 2010 | "Words"                             | —            | 23       | —          | Fly on the Wall  |
| 2011 | "Rock Wit' Cha"                     | —            | —        | —          | Fly on the Wall  |
| 2011 | "Grab Somebody" (featuring Twista)  | —            | 70       | —          | Fly on the Wall  |
| 2012 | "Mirror" (featuring Lil' Wayne)     | —            | 35       | —          | Dusk Till Dawn   |
| 2012 | "Put It In" (featuring K. Michelle) | —            | —        | —          | Dusk Till Dawn   |

### Colaboraciones
| Año  | Canción                                                   | U.S. Hot 100 | U.S. R&B | Álbum                   |
| ---- | --------------------------------------------------------- | ------------ | -------- | ----------------------- |
| 2005 | "Pimpin' All Over the World" (Ludacris featuring Bobby V) | 9            | 5        | The Red Light District  |
| 2008 | "Gimme Dat" (Chingy featuring Ludacris & Bobby V)         | —            | —        | Hate It or Love It      |
| 2008 | "Mrs. Officer" (Lil' Wayne featuring Bobby V)             | 16           | 5        | Tha Carter III          |
| 2009 | "Payow!" (Huey featuring Juelz Santana & Bobby V)         | —            | 88       | TBA                     |
| 2009 | "#1 Side Chick" (Willy Northpole featuring Bobby V)       | —            | —        | Tha Connect             |
| 2009 | "I'm So Gone (Patron)" (Chamillionaire featuring Bobby V) | —            | —        | Venom                   |
| 2009 | "Can't Remember" (Playaz Circle featuring Bobby V)        | —            | 85       | Flight 360: The Takeoff |
| 2012 | "Cover Girl" (JD featuring Bobby V)                       | 9            | 5        | Th1rth3n                |

### Apariciones
| Año  | Canción | Álbum                                                              |
| ---- | --- | ------------------------------------------------------------------ |
| 2005 | "Living the Life" (Notorious B.I.G. featuring Snoop Dogg, Ludacris, Bobby V, Faith Evans & Cheri Dennis)                                | Duets: The Final Chapter                                           |
| 2005 | "Table Dance" (Bobby V featuring Smoke de Field Mob & Lil' Fate)                                                                        | Ludacris Presents: Disturbing tha Peace                            |
| 2006 | "Sorry Baby" (Field Mob featuring Bobby V)                                                                                              | Light Poles and Pine Trees                                         |
| 2006 | "Hey Babe" (Shareefa featuring Bobby V)                                                                                                 | Point of No Return                                                 |
| 2006 | "Take It Slow" (Shawnna featuring Bobby V & Ludacris)                                                                                   | Block Music                                                        |
| 2007 | "End of the Night" (Ludacris featuring Bobby V)                                                                                         | Release Therapy                                                    |
| 2007 | "Tears" (Tru-Life featuring Bobby V) | Breathin Aint Enough                                               |
| 2007 | "Coast to Coast" (Young Chris featuring Bobby V)                                                                                        | Now or Never                                                       |
| 2007 | "Look at Her" (One Chance featuring Bobby V, Trey Songz & Lloyd)                                                                        | TBA                                                                |
| 2007 | "Let's Go (Remix)" (Bobby V featuring Lil' Fate)                                                                                        | Strength In Numbers                                                |
| 2007 | "Pepsi Smash All Star Mic Pass" (T-Pain featuring Bobby Va, Huey, Yung Joc, B.o.B, Twista, Mike Jones, Sammie, Unk & Kardinal Official) | Pepsi                                                              |
| 2007 | "International" (Guru featuring Bobby V)                                                                                                | Jazzmatazz, Vol. 4: The Hip-Hop Jazz Messenger: Back to the Future |
| 2007 | "Gimmie Dat" (Chingy featuring Ludacris & Bobby V)                                                                                      | Hate It or Love It                                                 |
| 2007 | "Live It Up" (Roscoe Umali featuring Bobby V & E-40)                                                                                    | TBA                                                                |
| 2007 | "Late at Nite" (Playaz Circle featuring Bobby V)                                                                                        | Sencillo                                                           |
| 2008 | "Mrs. Officer" (Lil' Wayne featuring Bobby V & Kidd Kidd)                                                                               | Tha Carter III                                                     |
| 2008 | "No More" (Sam featuring Bobby V & Gangsta Boo)                                                                                         | Sencillo                                                           |
| 2008 | "You" (Willie The Kid featuring Bobby V)                                                                                                | Absolute Greatness                                                 |
| 2009 | "Kidnapping Your Love" (Emilio featuring Bobby V)                                                                                       | White Men Can't Rap                                                |
| 2009 | "Rocking With The Best" (Jadakiss featuring Bobby V & Pharrell)                                                                         | The Last Kiss                                                      |
| 2009 | "Im So Gone (Patron)" (Chamillionaire featuring Bobby V)                                                                                | Venom                                                              |
| 2009 | "I Can't Remember" (Playaz Circle featuring Bobby V)                                                                                    | Flight 360: The Takeoff                                            |
| 2009 | "Who Can Love U" (Lil' Boosie featuring Bobby V)                                                                                        | Superbad: The Return of Boosie Bad Azz                             |
| 2009 | "Sex in Crazy Places" (Gucci Mane featuring Bobby V, Nicki Minaj & Trina)                                                               | The State vs. Radric Davis                                         |
| 2009 | "Last Call" (Hurricane Chris featuring Bobby V)                                                                                         | Unleashed                                                          |
| 2010 | "Do Dat" (OJ da Juiceman featuring Bobby V)                                                                                             | O.R.A.N.G.E.                                                       |
| 2010 | "Stilettos & Jeans" (E-40 featuring Bobby V)                                                                                            | Revenue Retrievin': Night Shift                                    |
| 2010 | "Got Plenty Money" (Shawty Lo featuring Bobby V)                                                                                        | Bowen Homes Carlos                                                 |
| 2012 | "Sex in the Lounge" (Nicki Minaj featuring Lil' Wayne & Bobby V)                                                                        | Pink Friday: Roman Reloaded                                        |
| 2012 | "Nothin On Me" (Jnan featuring Bobby V)                                                                                                 | Fast Food                                                          |
| 2012 | "Have It All" (V.I.C. featuring Bobby V)                                                                                                | Revenge of the Beast                                               |
| 2012 | "Doing It Big" (Pharoah featuring Bobby V)                                                                                              | Play 2 Play                                                        |
| 2013 | "Everything About You" (Rich Boy featuring Bobby V)                                                                                     | Break the Pot                                                      |
| 2013 | "Don't Have a Chance" (Gucci Mane featuring Bobby V)                                                                                    | World War 3: Lean                                                  |